# Първа македонска ударна бригада
Първа македонска народоосвободителна ударна бригада е комунистическа партизанска единица във Вардарска Македония, участвала в така наречената Народоосвободителна войска на Македония.

## Дейност
Създадена е между 8 юни – 28 септември 1944 година в струшкото село Локов. Формирана е от македонските Кичевско-дебърския и Ресенско-охридския батальони в състава на Първа македонско-косовска бригада, партизани Битолско, Велешко и Костурско с обща численост от около 500 бойци. Води битки в района на триъгилника на Охрид, Струга и Дебър срещу германски и албански части, т.е. край селата Богомила, Никодин, Дебърца, Галичко и Малесия. Бригадата издава свой вестник „Народен войник“. След 9 септември 1944 година влиза в опразнени от българската армия градове. На 6 октомври 1944 година при село Горно Яболчище към бригадата се присъединява Кичевско-Дебърската македонска народоосвободителна бригада, а на 29 октомври и охридско-Стружката македонска ударна бригада.
На 6 декември 1944 година се включва в 48-а македонска дивизия на НОВЮ на 15-и македонски корпус на НОВЮ. Участва в януарските сражения от 1945 година на Сремския фронт и води сражение при Винковци на 12 април 1945 година, участва в превземането на Загреб и преследването на германски части в Целие и Драваград. на 12 юни 1945 година и е наредено да се върне във Вардарска Македония и пристига в Скопско между 20 и 26 юни 1945 година.
Към 31 август 1944 бригада наброява 424 души, на 8 октомври 794 души, а на път за Сремския фронт около 2000 души. Бригада губи общо 378 души, от които 127 на територията на Македония, а 251 на Сремския фронт.

## Дейци
- Тихомир Шарески – командир (август 1944 – май 1945)
- Вангел Чукалевски – командир (8 юни- края на август 1944)
- Чеде Филиповски – заместник-командир (8 юни – 25 септември 1944)
- Михайло Михайловски – заместник-командир (от 31 август 1944, ранен на 1 септември 1944)
- Ристо Бужаровски – заместник-командир (от 1 септември 1944 на мястото на Михайловски)
- Петър Дента – заместник-командир (от януари 1945)
- Никола Канински – политически комисар
- Гьоре Велковски – политически комисар
- Яким Спировски – политически комисар
- Кръсте Цървенковски – заместник-политически комисар
- Славко Лумбарковски – заместник-политически комисар (до 1 септември 1944)
- Жамила Колономос- Цвета – заместник-политически комисар
- Димитър Кепев – заместник-политически комисар
- Боро Кралевски – заместник-политически комисар
- Кирил Стояновски – бригаден свещеник
- Трифун Пановски – бригаден лекар
- Гьоре Дамевски – политически комисар на батальон
- Димитър Топурковски – командир на батальон
- Драгутин Джорджевич – Алия – командир на първи батальон
- Стево Върбица – началник на щаба
- Димитрия Тунтевски – началник на щаба
- Георги Тасков – началник на щаба
- Наум Пейов – член на щаба
- Никола Лячевски
- Миле Арнаутовски
- Панче Поповски